# Larvi järv
Larvi järv är en sjö i Estland.   Den ligger i landskapet Harjumaa, i den västra delen av landet, 50 km sydväst om huvudstaden Tallinn. Larvi järv ligger 35 meter över havet.  I omgivningarna runt Larvi järv växer i huvudsak blandskog.